# Tamás Kahane
Tamás Kahane ist ein deutscher Komponist und Musiker.

## Leben
Tamás Kahane wurde Ende der 1960er Jahre  als Sohn des Filmschaffenden Peter Kahane geboren. Die Autorin Anetta Kahane ist seine Tante.
Für seinen Vater schuf er 1987 als 19-Jähriger seine erste Filmmusik zum DEFA-Jugendfilm Vorspiel. Seit 1989 komponierte er zahlreiche weitere Filmmusiken für Filme seines Vaters und weiterer Regisseure wie Bernd Böhlich, Herrmann Zschoche oder Ulrich König. Kahane komponiert überwiegend für Fernsehproduktionen. Zwischen 1994 und 2010 schuf Kahane die Filmmusik für zehn Episoden der Fernsehreihe Polizeiruf 110. Von 2008 bis 2019 schuf Kahane die Musik für die Tierdoku-Serie Panda, Gorilla & Co. sowie deren Ableger Panda, Gorilla & Co. Junior und Zoo-Babies. Kahane komponierte auch die Musik für mehrere Filme der Serie um Polizeihauptmeister Krause.

## Filmografie (Auswahl)
- 1987: Vorspiel
- 1989: Zwei schräge Vögel
- 1990: Die Architekten
- 1990: Verriegelte Zeit
- 1992: Cosimas Lexikon
- 1993: Wo das Herz zu Hause ist (Fernsehfilm)
- 1994: Natalie – Endstation Babystrich (Fernsehfilm)
- 1994–2012: Polizeiruf 110 (Fernsehreihe, 10 Episoden)
  - 1994: Polizeiruf 110: Totes Gleis
  - 1995: Polizeiruf 110: Jutta oder Die Kinder von Damutz
  - 1996: Polizeiruf 110: Kurzer Traum
  - 1998: Polizeiruf 110: Das Wunder von Wustermark
  - 1998: Polizeiruf 110: Kleiner Engel
  - 2001: Polizeiruf 110: Die Frau des Fleischers
  - 2004: Polizeiruf 110: Das Zeichen
  - 2007: Polizeiruf 110: Gefährliches Vertrauen
  - 2012: Polizeiruf 110: Die Gurkenkönigin
  - 2012: Polizeiruf 110: Eine andere Welt
- 1995–1996: Peter Strohm (Fernsehserie, 2 Episoden)
- 1996: Tödliches Schweigen (Fernsehfilm)
- 1996: Spatz in der Hand (Fernsehfilm)
- 1997: Natalie II – Die Hölle nach dem Babystrich (Fernsehfilm)
- 1998: Natalie III – Babystrich online (Fernsehfilm)
- 1999: Bis zum Horizont und weiter
- 1999: Letzter Atem (Fernsehfilm)
- 1999: E-M@il an Gott (Fernsehfilm)
- 1999: Sturmzeit (Fernsehmehrteiler)
- 2001: Liebe, Tod und viele Kalorien (Fernsehfilm)
- 2001: Die Meute der Erben (Fernsehfilm)
- 2001: Männer sind zum Abgewöhnen (Fernsehfilm)
- 2001: Der Verleger (Fernsehmehrteiler)
- 2001: Natalie 4 – Das Leben nach dem Babystrich (Fernsehfilm)
- 2001: Aszendent Liebe (Fernsehfilm)
- 2002: On Top Down Under (Kurzfilm)
- 2002: Tödliches Rendezvous – Die Spur führt nach Palma (Fernsehfilm)
- 2002: Ein Liebhaber zu viel ist noch zu wenig (Fernsehfilm)
- 2002: Mord an Bord (Fernsehfilm)
- 2002: Einspruch für die Liebe (Fernsehfilm)
- 2003: Das Glück ihres Lebens (Fernsehfilm)
- 2004: Das blaue Wunder (Fernsehfilm)
- 2005: Meine große Liebe (Fernsehfilm)
- 2005: Eine Mutter für Anna (Fernsehfilm)
- 2005: Ein Luftikus zum Verlieben (Fernsehfilm)
- 2006: Ein Toter führt Regie (Fernsehfilm)
- 2006: Lieben und Töten (Fernsehfilm)
- 2006: Eine Liebe in Königsberg (Fernsehfilm)
- 2006: Ein Hauptgewinn für Papa (Fernsehfilm)
- 2006: Die Kanzlerin (Dokumentarfilm)
- 2007: Eine Liebe in Kuba (Fernsehfilm)
- 2007: Panda, Gorilla & Co. Junior (Fernsehserie)
- 2007: Zootierbabys (Fernsehserie)
- 2008: Insel des Lichts (Fernsehfilm)
- 2008–2019: Panda, Gorilla & Co. (Fernsehserie, 225 Episoden)
- 2009: Alle Sehnsucht dieser Erde (Fernsehfilm)
- 2009: Meine schöne Nachbarin
- 2009: Krauses Kur (Fernsehfilm)
- 2009–2014: Stubbe – Von Fall zu Fall (Fernsehreihe, 7 Episoden)
  - 2009: Stubbe – Von Fall zu Fall: Sonnenwende
  - 2009: Stubbe – Von Fall zu Fall: In den Nebel
  - 2010: Stubbe – Von Fall zu Fall: Verräter
  - 2012: Stubbe – Von Fall zu Fall: Begleiterinnen
  - 2012: Stubbe – Von Fall zu Fall: Alte Freunde
  - 2013: Stubbe – Von Fall zu Fall: Blutsbrüder
  - 2014: Stubbe – Von Fall zu Fall: Mordfall Maria
- 2010: Wer zu lieben wagt (Fernsehfilm)
- 2010: Zurück zum Glück (Fernsehfilm)
- 2011: Im Fluss des Lebens (Fernsehfilm)
- 2011: Sommerlicht (Fernsehfilm)
- 2011: Mauerjahre – Leben im geteilten Berlin (Fernsehserie, 2 Episoden)
- 2011: Das Mädchen aus dem Regenwald (Fernsehfilm)
- 2011: Der Winzerkrieg (Fernsehfilm)
- 2011: Krauses Braut (Fernsehfilm)
- 2011–2020: Tierisch gut! (Fernsehserie, 19 Episoden)
- 2012: Kiss Me, I’m Jewish (Fernsehfilm)
- 2012: Tatort: Die schöne Mona ist tot (Fernsehfilm)
- 2014: Krauses Geheimnis (Fernsehfilm)
- 2019: Krauses Hoffnung (Fernsehfilm)
- 2019: Neurochlitz – Der lange Weg ins Nichts (Dokumentarfilm)
- 2020: Krauses Umzug (Fernsehfilm)
- 2024: Liebe und Zorn (Dokumentarfilm)